# San Vicente de Alcántara
San Vicente de Alcántara (extremadurai nyelven San Vicenti d'Alcántara) község Spanyolországban, Badajoz tartományban. San Vicente de Alcántara Salorino, Herreruela, Alburquerque, Valencia de Alcántara és La Codosera községekkel határos. Lakosainak száma 5204 fő (2024).

## Népesség
A település népessége az utóbbi években az alábbiak szerint változott:
| Lakosok száma | 5927 | 5831 | 5825 | 5808 | 5754 | 5725 | 5620 | 5408 | 5340 | 5204 |
|               | 2001 | 2004 | 2006 | 2009 | 2011 | 2014 | 2016 | 2019 | 2021 | 2024 |